# Hospital de San Juan Despí Moisès Broggi

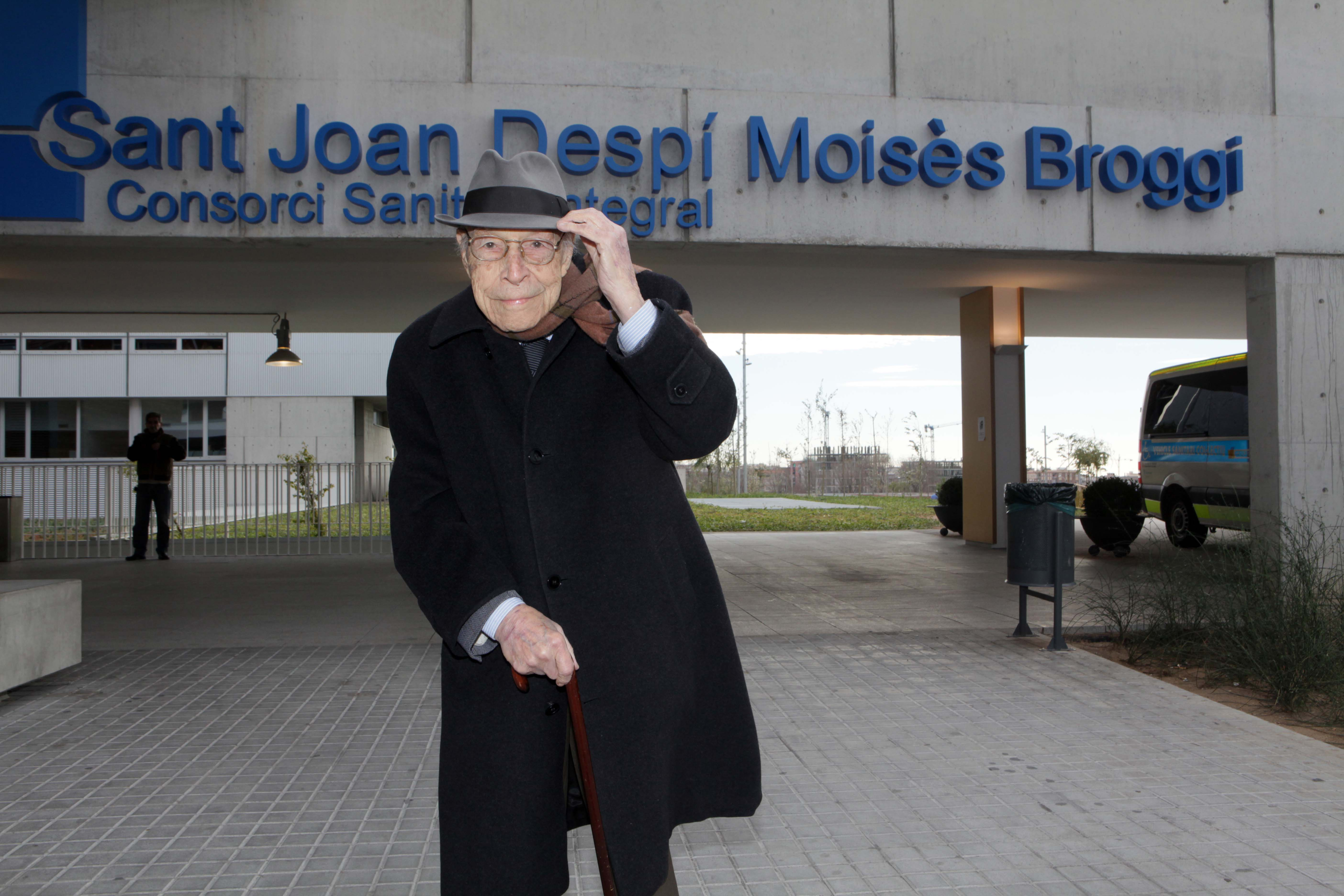
El médico Moisès Broggi delante del Hospital de Sant Joan Despí que lleva su nombre

El Hospital de San Juan Despí Moisès Broggi (a veces referido solamente como Moisès Broggi) es un hospital de San Juan Despí, Bajo Llobregat, en la Provincia de Barcelona. Se puso en marcha en febrero de 2010 con una inversión del Departamento de Salud de la Generalidad de Cataluña para su construcción y equipamientos. Además, fue el primer hospital de este nivel que nacía de cero en Cataluña. Cuenta con una superficie de 46 128 m².
El hospital pertenece a la Xarxa d’Hospitals d’Utilització Pública (XHUP) de Cataluña y es un centro proveedor del Servicio Catalán de Salud. 
A efectos de organización y de gestión, el Hospital General de Hospitalet, el Hospital Sociosanitario de Hospitalet y el Hospital de San Juan Despí Moisès Broggi funcionan como un único centro.El Hospital de San Juan Despí y el Hospital General de Hospitalet forman el Complejo Hospitalario Moisès Broggi, este último ha adquirido en 2022 la condición de hospital universitario de la Universitat de Barcelona (UB), un estatus que concede el Departament d'Investigació y Universitats de la Generalitat de Catalunya.
El centro dispone de una cámara hiperbárica.

## Etimología
El nombre del centro hospitalario viene dado en honor al médico español Moisés Broggi, que fallecería 3 años después de la inauguración.

Panorámica de l'Hospital de Sant Joan Despí Moisès Broggi

## Historia

### Fundación
Comenzó a operar a principios del año 2010, en el mes de febrero.
Desde diciembre de 2010 el Hospital pasó a gestionar el Centre d'Atenció Especialitzada Sant Feliu de Llobregat y el Centre d'Atenció Especialitzada Cornellà de Llobregat. En estos dos centros se trabaja con personal y metodología del hospital, lo cual permite facilitar la accesibilidad a los usuarios y mantener a la vez una mejor sistemática de trabajo y coordinación con el hospital.

### COVID-19
En marzo de 2020, a raíz de la pandemia de COVID-19, fue uno de los hospitales altamente afectados por la gran cantidad de casos positivos y el colapso sanitario. Ante esta situación, se adecuaron en misma ciudad el polideportivo Francesc Calvet y el Hotel Hesperia local para atender a pacientes leves contagiados por SARS-CoV-2 y liberar la carga en el hospital, que se enfocaría en casos de mayor magnitud. A 22 de abril de 2020 había atendido al menos a 1.000 pacientes que padecían la enfermedad de COVID-19.

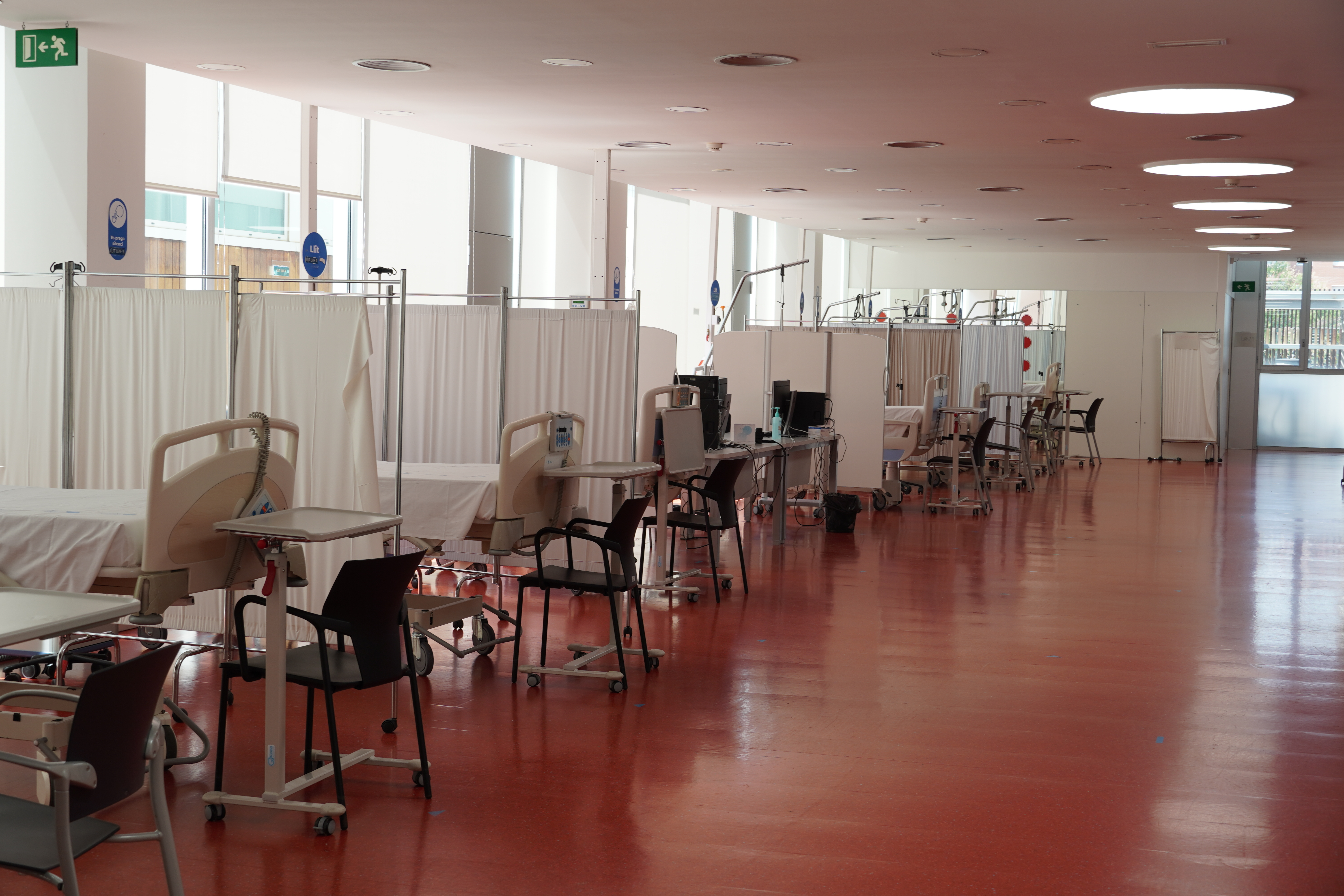
Instalaciones del Hospital de Sant Joan Despí

En julio del mismo año la Generalidad de Cataluña anunció que construiría antes de fin de año cinco anexos en hospitales de la autonomía para casos de coronavirus. Fue anunciado por Adrià Comella (director del Servicio Catalán de Salud) en la cadena de televisión local TV3. También dijo que estos equipamientos junto a los hospitales también podrían servir para otros usos tras el final de la pandemia.
En septiembre se alertó de que el hospital sufrió un ataque informático por unos hackers que pidieron un rescate para liberar los servidores bloqueados. El ataque fue ejecutado mediante ransomware, se produjo durante el fin de semana (29-30 de agosto) y no afectó al sistema principal, pero sí a muchos sistemas secundarios como el correo corporativo o las líneas telefónicas.